# 公西姓
公西姓，為漢字複姓。此姓今稀，因其為魯國季孫氏後裔，或改魯姓，或改季姓。历史上有载公西姓者仅春秋时代3例，皆为孔子门徒。

## 起源
- 出自姬姓。为鲁国季孙氏支系。[1]

## 外部連結
[在维基数据编辑]
 《百家姓》
 《欽定古今圖書集成·明倫彙編·氏族典·公西姓部》，出自陈梦雷《古今圖書集成》
1. ↑  《中国姓氏词典》，第130-131页